# Oospila ambusta
Oospila ambusta là một loài bướm đêm trong họ Geometridae.